# علا العثمانی
علا العثمانی (انگلیسی: Ala Al-Othmani؛ زادهٔ ۶ ژوئیهٔ ۱۹۸۴) تیرانداز اهل تونس است. وی در بازی‌های المپیک تابستانی ۲۰۲۰ شرکت کرده‌است.